# Miguel Samudio
Miguel Ángel Ramón Samudio, né le 24 août 1986, est un joueur de football paraguayen.

## Carrière
Samudio commence sa carrière en 2007 à Sol de América. De 2008 à 2014, il joue au Club Libertad, avec lequel il remporte les tournois de clôture du championnat paraguayen en 2008, 2010 et 2012. Avec cette même équipe, il est demi-finaliste de la Copa Sudamericana en 2013, en étant battu par le Club Atlético Lanús, futur vainqueur de l'épreuve.
En 2014, il est prêté à Cruzeiro, où il dispute neuf matchs et remporte le Brasileiro, le championnat du Brésil. Il rejoint ensuite en 2015 le Club América au Mexique. Il remporte en avril 2015 la Ligue des champions de la CONCACAF ; il est titulaire lors des deux finales disputées face à l'Impact de Montréal. Ce sacre lui permet de participer à la Coupe du monde des clubs 2015 organisée au Japon.
Alors qu'il joue à Libertad, Samudio réalise ses débuts en équipe du Paraguay, en 2009. Il dispute notamment les matchs de qualification de la Coupe du monde 2014 et la Copa América 2015, où le Paraguay se classe quatrième. En avril 2016, il compte 33 apparitions et un but en équipe nationale.

## Palmarès
- Ligue des Champions de la CONCACAF en 2015 et 2016